# Distretto di Malkara
Il distretto di Malkara è uno dei distretti della provincia di Tekirdağ, in Turchia.